# Émile Masson (escritor)
Émile Masson (en bretón Emil ar Mason) (Brest, 28 de julio de 1869 - 9 de febrero de 1923) fue un escritor y pensador francés que utilizó los pseudónimos de Brenn, Ewan Gweznou e Ion Prigent. Maestro licenciado en filología e inglés, aprendió el bretón siendo adulto. Vivió algunos años en París, en dónde trabó amistad con Romain Rolland, Elisée Reclus y Piotr Kropotkin. Fundó en 1900 la Federación Socialista de Bretaña (FSB), y en 1912 su órgano en bretón, Brug (Brezo), de cariz socialista libertario y desde donde lanzó el llamamiento al diario Le Rappel de Morbihan, órgano de la Sección Francesa de la Internacional Obrera  (SFIO) en el departamento Bretones socialistas, hablemos a nuestros hermanos campesinos en su lengua, a la vez que clamaba contra los republicanos franceses por castigar y humillar a los alumnos que hablaban bretón. 
Sin embargo, en 1911 fue nombrado vicepresidente de la Federación Regionalista de Bretaña y miembro del comité de redacción del diario Breizh Dishual, futuro órgano del Partido Nacionalista Bretón. En 1921 colaboró también en La Bretagne libertaire.

## Publicaciones
- Yves Madec, professeur de collège, 1905
- Les rebelles, 1908
- Les Bretons et le Socialisme (Éditions Toullec et Geffroy 1912, presentació i notes per Jean-Yves Guiomar, Paris, Maspéro, 1972.
- Les hommes illustres et leurs paroles inouïes, 1919
- L’Utopie des îles bienheureuses dans le Pacifique. Éditions Rieder 1921, Editions Caligrammes, 1984.